# Nicolò Longobardo
Nicolò Longobardo (en chino: 龍華民, Long Huamin; Caltagirone, Sicilia; 10 de septiembre de 1552-Pekín, 5 de septiembre de 1654) fue un misionero católico jesuita italiano.

## Vida
Nacido de una familia noble siciliana, se ofreció para las misiones de la India al acabar sus estudios. Salió de Lisboa el 10 de abril de 1596, y llegó a Macao el 20 de julio de 1597. Mientras estudiaba chino, envió informes optimistas a su patria, afirmando, entre otras cosas, que si Platón fuera a China, encontraría que su República era una realidad. Fue enviado (28 de diciembre de 1597) a Shuozhou para ayudar a Lazzaro Cattaneo, pero tenía tal deseo de hacer prosélitos, que vanios monjes budistas buscaron el modo de matarlo (1603). En 1606, defendió con éxito a Huang Mingsha, un hermano jesuita de Macao (conocido como Francisco Martins en los relatos occidentales), que, puesto en libertad, murió de resultas de la tortura a la que se le había sometido. Longobardi estaba en Pekín, junto al lecho de muerte de Matteo Ricci, cuando éste lo nombró (1610) superior de la misión jesuita en China, puesto que ocupó hasta 1622.
Como superior, recibió el influjo de los misioneros jesuitas expulsados del Japón, donde no había tanta necesidad de adaptación cultural, que trabajaban, entonces, en las provincias de la China meridional. Longobardi, en realidad, no estaba de acuerdo con el método de inculturación de Ricci y, en especial, con la palabra china que Ricci usaba para designar a Dios. El pequeño tratado de Longobardi Annotationes contra usum nominis Xam-ti llegó a introducirse, más tarde, en los Tratados antijesuitas de Domingo Fernández Navarrete. Permaneció inamovible en su opinión hasta el fin. En 1613, envió a Nicolas Trigault a Europa para pedir ciertas concesiones al Papa y al Preposito General, así como para buscar reclutas, fondos y libros para la misión. Entre los que llegaron - había pedido, sobre todo, matemáticos y astrónomos - estaba Johann Adam Schall von Bell, que fue un instrumento eficaz, más tarde (1645), para que Longobardi fuese puesto en libertad tras su detención (1644) durante la conquista manchú.
En 1622, funcionarios del Ministerio de Guerra pidieron a Longobardi y a Manuel Dias (el joven) - sucesor de Longobardi ese año como superior de la misión - obtener cañones y a sus expertos portugueses. Años más tarde (1631), el enviado coreano Jeong Duwon expresó su asombro ante los conocimientos que Longobardi poseía de estas armas de guerra. Por la persecución contra el cristianismo en Pekín, Longobardi se fue a la residencia del cristiano Yang Tingyun en Hangzhou, donde él y Dias se dedicaron a la construcción de un globo terráqueo. En 1624, Longobardi estaba de nuevo en Pekín, y escribió un tratado sobre los terremotos, ya que uno había sacudido recientemente a la ciudad. En 1629, al equivocarse los matemáticos de la corte en sus cálculos sobre un eclipse, los eruditos Xu Guangqi y Li Zhizao le pidieron que les ayudase a corregir el calendario, pero Longobardi rehusó por su avanzada edad.
Entre los años 1624-1629, dándose cuenta del poder que los eunucos ejercían en la corte, Longobardi y otros misioneros hicieron un esfuerzo especial por convertirlos. Lograron convertir unos diez, uno de ellos Pang Tianshou, quien, a su vez, convirtió a varios miembros del séquito de Zhu Youlang, pretendiente al trono ming. Longobardi contribuyó al envío de Michael Boym a Europa a buscar ayuda para la causa de los ming.
Sus escritos son en su mayoría religiosos y, entre los no religiosos, es importante su Breve relatione del regno della Cina. Algunos historiadores de la misión jesuita en China le han tildado injustamente de oveja negra por su desacuerdo con el método de acomodación cultural de Ricci. Con todo, debe notarse que esta discrepancia de un misionero celoso, sencillo y sincero, surgió muy al principio, cuando el método de Ricci estaba todavía en su periodo de prueba y, de hecho, siempre admiró a Ricci. Cuando Longobardi murió, lo sintieron no sólo sus compañeros, sino también el emperador Shunzhi, que antes había hecho pintar su retrato y entonces aportó 300 taeles para su tumba, cerca de la de Ricci, en el cementerio de Zhalan.

## Obras
- Breve relatione del regno della Cina (Mantua, 1601).
- Dizhen jie (Tratado sobre los terremotos) (Pekín, 1624).
- Annotationes contra usum nominis Xam-ti (Pekín, 1631).